# Felsőbányaite
La felsőbányaite è un minerale. La basalluminite in primo tempo era considerata una specie a sé stante ma in seguito si è scoperto essere lo stesso minerale.